# O'Higgins, Chile
O'Higgins este o comună din provincia Capitán Prat, regiunea Aisén, Chile, cu o populație de 540 locuitori (2012) și o suprafață de 8182,5 km2.